# Romola de Pulszky
Romola Pulszky, po mężu Romola Niżyńska / Nijinsky (ur. w Budapeszcie 20 lutego 1891, zm. w Paryżu 8 czerwca 1978) – węgierska tancerka, przez krótki okres członkini zespołu baletowego Siergieja Diagilewa Balety Rosyjskie. Córka węgierskiego historyka sztuki Károlya Pulszkyego (1853-1899) i aktorki Emílii Márkus (1860-1949), żona Wacława Niżyńskiego, (1889-1950). Matka tancerki Kiry Nijinsky (1914-1998) i drugiej córki Tamary Nijinsky (1920-2017), babka aktorki Kingi Nijinsky-Gaspers.